# Campeonato Paraguaio de Futebol de 1950
O Campeonato Paraguaio de Futebol de 1950 foi o quadragésimo torneio desta competição. Participaram onze equipes. O Asunción FBC foi rebaixado, em sua única participação na primeira divisão.
| Equipe                    | Cidade      | Departamento     | No ano anterior                                                      | Estádio | Capacidade | Títulos                                                  | Participações |
| ------------------------- | ----------- | ---------------- | -------------------------------------------------------------------- | ------- | ---------- | -------------------------------------------------------- | ------------- |
| Club River Plate          | Assunção    | Distrito Capital | Sexto Lugar                                                          | --      | --         | 0 (não possui)                                           | 35            |
| Club Cerro Porteño        | Assunção    | Distrito Capital | Terceiro Lugar                                                       | --      | --         | 9 (1913, 1915, 1918, 1919, 1935, 1939, 1940, 1941, 1944) | 34            |
| Club Guaraní              | Assunção    | Distrito Capital | Campeão                                                              | --      | --         | 5 (1906,1907, 1921, 1923, 1949 )                         | 39            |
| Club Nacional             | Assunção    | Distrito Capital | Vice Campeão                                                         | --      | --         | 6 (1909, 1911, 1924, 1926, 1942, 1946)                   | 40            |
| Club Olimpia              | Assunção    | Distrito Capital | Quinto Lugar                                                         | --      | --         | 14 (último em 1948)                                      | 40            |
| Sol de América            | Assunção    | Distrito Capital | Décimo Lugar                                                         | --      | --         | 0 (não possui)                                           | 37            |
| Club Libertad             | Assunção    | Distrito Capital | Oitavo Lugar                                                         | --      | --         | 5 (1910, 1920, 1930,1943, 1945 )                         | 36            |
| Atlántida Sport Club      | Assunção    | Distrito Capital | Sexto Lugar                                                          | --      | --         | 0 (não possui)                                           | 31            |
| Club Presidente Hayes     | Assunção    | Distrito Capital | Quarto Lugar                                                         | --      | --         | 0 (não possui)                                           | 27            |
| Club Sportivo Luqueño     | Luque       | Central          | Nono Lugar                                                           | --      | --         | 0 (não possui)                                           | 22            |
| Club Sportivo San Lorenzo | San Lorenzo | Central          | Campeão do Campeonato Paraguaio de Futebol de 1949 - Segunda Divisão | --      | --         | 0 (não possui)                                           | 1             |

## Premiação
| Campeonato Paraguaio 1950 Primeira Divisão |
| Assunção                                   |
| ------------------------------------------ |
| Club Cerro Porteño Campeão (10º título)    |